# Racomitrium bartramii
Racomitrium bartramii là một loài Rêu trong họ Grimmiaceae. Loài này được (Roiv.) H. Rob. mô tả khoa học đầu tiên năm 1974.